# Papiro 94
O Papiro 94 ({\displaystyle {\mathfrak {P}}}94) é um antigo papiro do Novo Testamento que contém fragmentos do capítulo seis da Epístola aos Romanos (6:10-13, 19-22).